# Kondrasjin & Belov Cup 2012
De Kondrasjin & Belov Cup 2012 was een basketbaltoernooi in Europa dat in Sint-Petersburg tussen 29 september 2012 en 30 september 2012 werd gehouden. Vier topteams uit Europa namen deel aan dit toernooi: Spartak Sint-Petersburg, Boedivelnik Kiev, BK Ventspils en Kalev/Cramo. Boedivelnik won het goud.
|  | halve finale (29 september) | halve finale (29 september) |    |              | finale (30 september)   | finale (30 september) |
|  |                             |                             |    |              |                         |                       |
|  |                             |                             |    |              |                         |                       |
|  | BK Ventspils                | 59                          |    |              |                         |                       |
|  | Spartak Sint-Petersburg     | 66                          |    |              |                         |                       |
|  |                             |                             |    |              |                         |                       |
|  |                             |                             |    |              |                         |                       |
|  |                             |                             |    |              | Spartak Sint-Petersburg | 75                    |
|  |                             | Boedivelnik Kiev            | 76 |              |                         |                       |
|  |                             |                             |    |              |                         |                       |
|  |                             |                             |    |              | Derde plaats            |                       |
|  |                             |                             |    |              |                         |                       |
|  | Kalev/Cramo                 | 61                          |    | BK Ventspils | 92                      |                       |
|  | Boedivelnik Kiev            | 74                          |    |              | Kalev/Cramo             | 89                    |

## Eindklassering
| #      | Land                    |
| ------ | ----------------------- |
| Goud   | Boedivelnik Kiev        |
| Zilver | Spartak Sint-Petersburg |
| Brons  | BK Ventspils            |
| 4      | Kalev/Cramo             |

1979 · 1991 · 1995 · 1996 · 1997 · 1998 · 1999 · 2001 · 2002 · 2003 · 2004 · 2005 · 2006 · 2007 · 2008 · 2009 · 2010 · 2011 · 2012 · 2017 · 2018 · 2021 · 2022 · 2023 · 2024